# Демедюк Василь Харитонович
Василь Харитонович Демедюк (нар. 18 серпня 1957, село Головне, тепер смт. Любомльського району Волинської області) — український діяч, голова колгоспу імені Кутузова, Пулемецький сільський голова Шацького району Волинської області. Народний депутат України 7-го скликання.

## Біографія
Закінчив школу, служив у Радянській армії. У Нововолинській автошколі здобув спеціальність водія, після чого деякий час працював у радгоспі.
Закінчив Рівненський інститут водного та інженерного господарства.
Працював інженером в радгоспі «Комуніст» села Заболоття Волинської області.
З 1985 по 1997 рік — голова колгоспу імені Кутузова села Пулемець Шацького району Волинської області.
Член КПРС з 1986 року.
З 1998 року — начальник загального відділу Шацької районної ради Волинської області.
З 2007 року — начальник відділу з питань надзвичайних ситуацій Шацької районної державної адміністрації Волинської області.
Потім — пенсіонер. Член КПУ до 2014 року. Секретар Шацького районного комітету КПУ Волинської області.
Народний депутат України 7-го скликання з .12.2013 до .11.2014 від КПУ № 33 в списку. Член фракції КПУ (з грудня 2012 до липня 2014), член групи «За мир та стабільність» (з липня 2014). Член Комітету з питань законодавчого забезпечення правоохоронної діяльності (з .12.2012).
З листопада 2015 року — Пулемецький сільський голова Шацького району Волинської області.